# Eduard Männik
Eduard Männik (Pseudonyme Aadi Virges, Ormus, Eduard Kerna, Erik Kivindi, * 30. Dezember 1905jul. / 12. Januar 1906greg. in Tartu; † 30. Januar 1966 in Tallinn) war ein estnischer Schriftsteller.

## Leben
Männik besuchte von 1914 bis 1923 in Tartu die Realschule und das Kommerzgymnasium, ohne auf Letzterem jedoch einen Abschluss zu machen. Seit 1921 veröffentlichte er Feuilletons und Geschichten in Zeitungen und Zeitschriften, während er gleichzeitig allerlei Gelegenheitsarbeiten an verschiedenen Orten in Estland ausführte.
Nach der Sowjetisierung Estlands im Juni 1940 schloss er sich schnell den neuen Machthabern an und arbeitete unter anderem bei den Sicherheitsbehörden. Im Zweiten Weltkrieg kämpfte er auf sowjetischer Seite und wurde mehrfach verwundet. Nach 1945 lebte er als freiberuflicher Schriftsteller in Tallinn. Er war seit 1942 Mitglied der KPdSU und seit 1945 Mitglied des Estnischen Schriftstellerverbandes, in dem er zeitweilig auch einige Ämter bekleidete.

## Werk
Männik debütierte 1930 mit dem sozialkritischen Roman Das graue Haus, in dem er das Innenleben eines Freudenhauses beschreibt. Dabei werden die Bewohnerinnen des Bordells als „Opfer der gesellschaftlichen Zustände und der Ungleichheit“ charakterisiert. Danach folgten einige Kinderbücher, die zum Teil in mehrere Fremdsprachen übersetzt sind und vergleichsweise populär waren.
Sein zu Sowjetzeiten verfasstes Werk behandelt mehrheitlich den Zweiten Weltkrieg und ist gekennzeichnet durch ein strenges Befolgen der Regeln des sozialistischen Realismus. Häufig wird die Entwicklung von estnischen Soldaten zu „ideologisch gefestigten Kämpfern“ beschrieben. Trotzdem konnte sogar schon die zeitgenössische Kritik bei allem Lob nicht verhehlen, dass die Geschichten ein wenig „monoton“ erscheinen konnten: „Sicherlich hätten diese guten Novellen noch gewonnen, wenn Männik in größerem Ausmaß auch den Kampf zwischen Verpflichtungen und egoistischen Wünschen in der Seele mancher Protagonisten dargestellt hätte.“

## Bibliografie

### Prosa
- Hall maja ('Das graue Haus'). Tartu: Loodus 1930. 223 S.
- Südamete proov. Novellid ('Probe der Herzen. Novellen'). Tallinn: Ilukirjandus ja Kunst 1946. 288 S.
- Viisteist sammu. Jutustusi ja novelle ('Fünfzehn Schritte. Erzählungen und Novellen'). Tallinn: Ilukirjandus ja Kunst 1947. 280 S.
- Võitlus kestab. Jutustusi ja novelle ('Der Kampf geht weiter. Erzählungen und Novellen'). Tallinn: Eesti Riiklik Kirjastus 1950. 303 S.
- Traataed. Jutustused ('Der Drahtzaun. Erzählungen'). Tallinn: Eesti Riiklik Kirjastus 1954. 204 S.
- Inimesed vaekausil. Jutustused ('Menschen auf der Waagschale. Erzählungen'). Tallinn: Eesti Riiklik Kirjastus 1959. 320 S.
- Piibujutud 1933–1940 ('Pfeifengeschichten 1933–1940'). Tallinn: Eesti Riiklik Kirjastus 1964. 460 S.
- Tühja tünni hääl ('Der Klang einer leeren Tonne'). Tallinn: Eesti Raamat 1965. 144 S.
- Härraspäev. Novelle, jutustusi, mälestusi ('Herrschaftstag. Novellen, Erzählungen, Erinnerungen'). Tallinn: Eesti Raamat 1966. 388 S.

### Kinderliteratur
- (als Aadi Virges) Jänespoeg To-Too ('Das Häschen To-Too'). Tartu: Loodus 1935. 64 S.
- (als Aadi Virges) Rajamaa talu ('Der Hof Rajamaa'). Tartu: Loodus 1935. 48 S.
- (als Aadi Virges) Tarkuse müts. Näidend kolmes pildis alg- ja keskkoolidele ('Die Weisheitsmütze. Schauspiel in drei Bildern für Grund- und Mittelschulen'). Tallinn: Autorikaitse Ühing 1937. 56 S.
- Kukeristi Kaalu tarkusesõnad ('Die weisen Worte des Kukeristi Kaalu'). Tallinn: Eesti Raamat 1976. 72 S.
- Jutte ('Geschichten'). Tallinn Eesti Raamat: 1979. 72 S.

## Deutsche Übersetzungen
Das Häschen To-Too. Aus dem Estnischen von Gisela Teeäär. Illustriert von Maret Kernumees. Tallinn: Perioodika 1982. 62 S.
Ferner ist die Erzählung Das Stahlseil, übersetzt aus dem Russischen von C. und G. Wojtek, in der Anthologie Iwans Kindheit. Sowjetische Kriegserzählungen (Berlin: Verlag Volk und Welt 1979) aufgenommen (S. 651–659).

## Auszeichnungen
- 1965 Verdienter Schriftsteller der ESSR

## Sekundärliteratur
- Paul Viiding: Eduard Männik: Südamete proov, in: Looming 10–11/1946, S. 1275–1278.
- Leida Tigane: Eduard Männik: Viisteist sammu, in: Looming 8/1948, S. 1002–1004.
- Paul Kuusberg: Eduard Männikust ja tema teostest, in: Looming 1/1956, S. 92–101.
- Rudolf Sirge: Ajakarussellil Eduard Männikuga, in: Looming 1/1966, S. 121–129.
- Paul Kuusberg: Kui Eduard Männik sõdurisinelit kandis (Kirjaniku 60. sünnipäeva puhul), in: Keel ja Kirjandus 1/1966, S. 47–50.
- Eve Annuk: Kirjanik Eduard Männik (1906–1966) Eesti Nõukogude Kirjanike Liidu kirjandusliku konsultandina, in: Tuna 3/2022, S. 127–133.